# Pickala gård
Pickala gård (finska: Pikkalan kartano) är en herrgård i Sjundeå i landskapet Nyland i södra Finland. Den nuvarande huvudbyggnaden blev färdig år 1850 i enlighet med ritningar av arkitekt A. F. Granstedt som hörde till C.L. Engels skola. Gården är i privat ägo. Pickala gård tillhör Finlands kulturmiljöer av riksintresse och är skyddad enligt lag.

## Historia
I närheten av den nuvarande Pickala gård finns det en ödetomt efter en förutvarande by med samma namn, där också gården har funnits före 1660-talet. Herrgården grundades ursprungligen år 1590, då Flemingarna på Svidja slott grundade ett säteri på östra sidan av Pickala å. Pickala avskildes från Svidja år 1815 och förenades med Sjundby herrgård, varifrån den hade avskiljts tidigare. Under samma århundrade blev Pickala ett självständigt gods.
Gården låg på ett strategiskt ställe för kusttrafiken; Stora strandvägen löpte norr om gården och i Pickala-viken fanns en hamn.

### Huvudbyggnaden
Pickalas huvudbyggnad ligger i slutet av en trädallé. Byggnadsstilen är empir med inslag 1840-talets nya historicerande formspråk. General A.F. Silfvjerhjelm lät bygga det nuvarande huset efter arkitekt A.F. Granstedts ritningar. 
Under Silfverhjelms tid byggdes också en stor stenladugård av packsten. Gården har också en bakstuga från 1700-talet, inspektorns bostadsbyggnad med valmtak från 1800-talet och en stallbyggnad som blev färdig år 1913. Stallbyggnaden är uppförd i jugendstil. 
Pickala gårds trädgård och park har behållits nästan oförändrade jämfört med senatens karta från år 1872.

### Porkala-parentesens tid
Tjugo ryska familjer bodde i huvudbyggnaden under den sovjetiska Porkalaparentesen. Efter parentesens tid var byggnaden i behov av omfattande renoveringsarbeten, ledda av Bertel Gripenberg. 
Genom egendomen löper kullerstensväg som kallas Kabanovs kanonväg. I början av Kabanovs kanonväg finns en sovjetisk äreport, Pickala äreport.

## Bilder

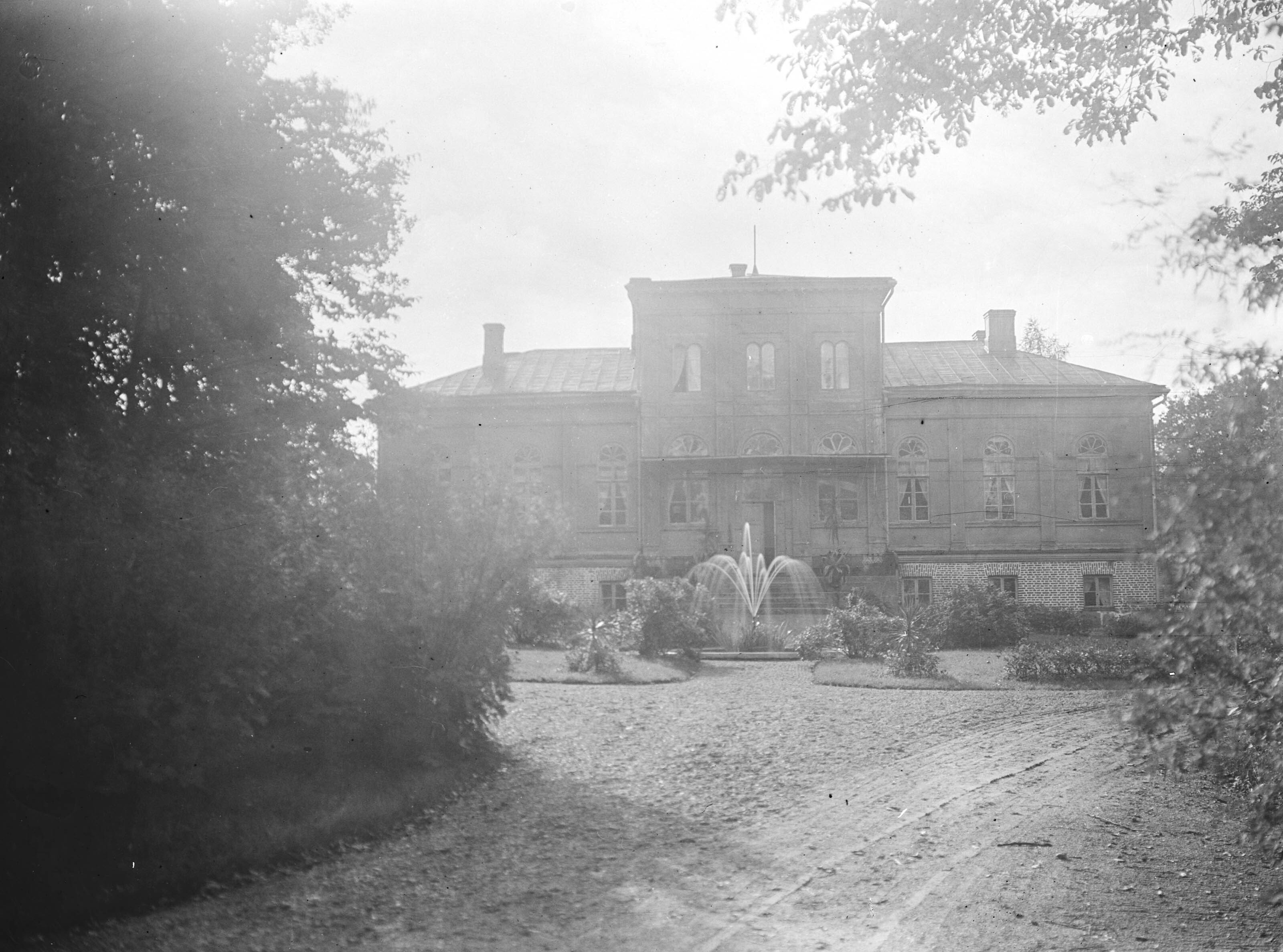
Pickala från norra sidan, från porten (1912). Bild Bernhard Åström.
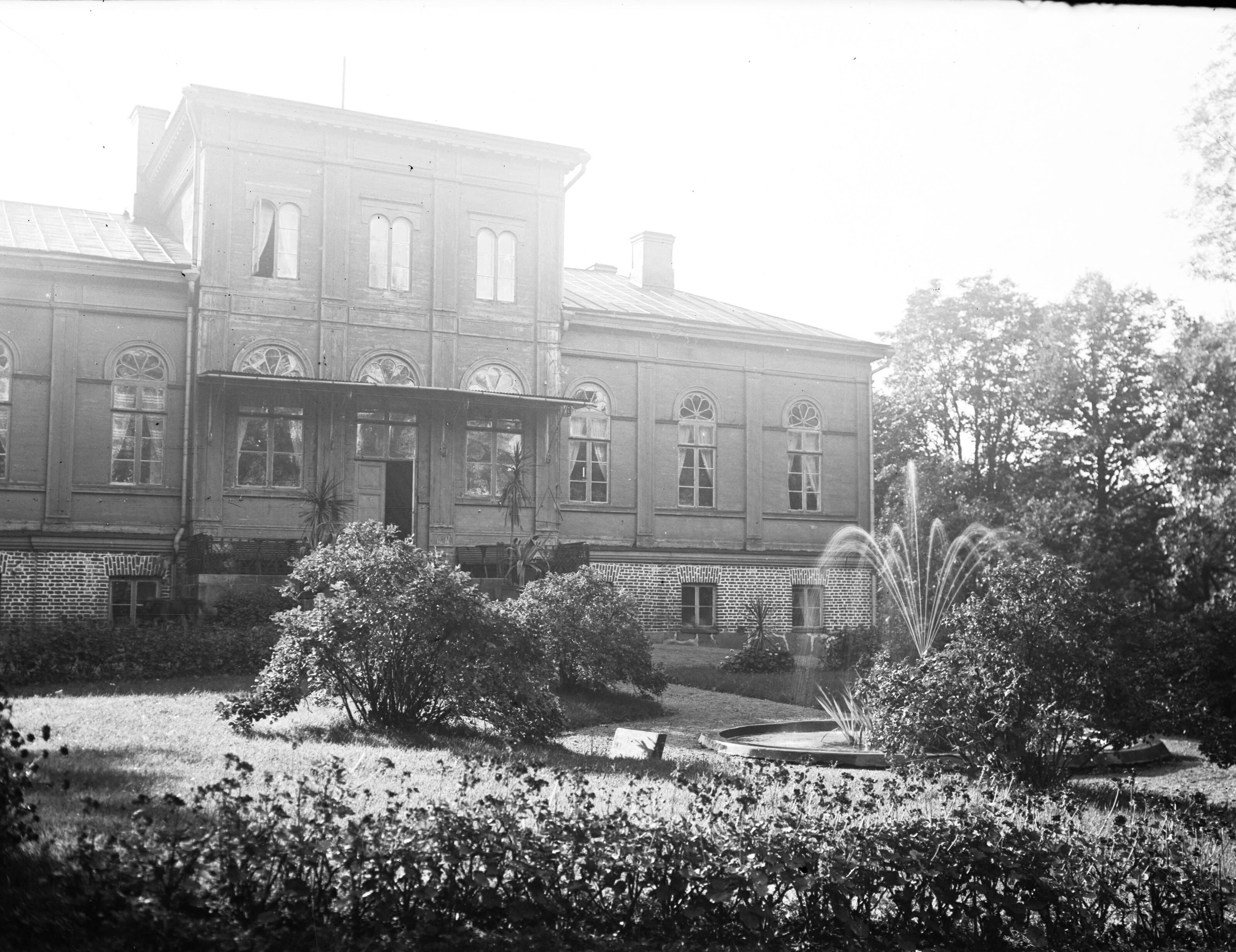
Pickala från norra sidan (1912). Bild Bernhard Åström.
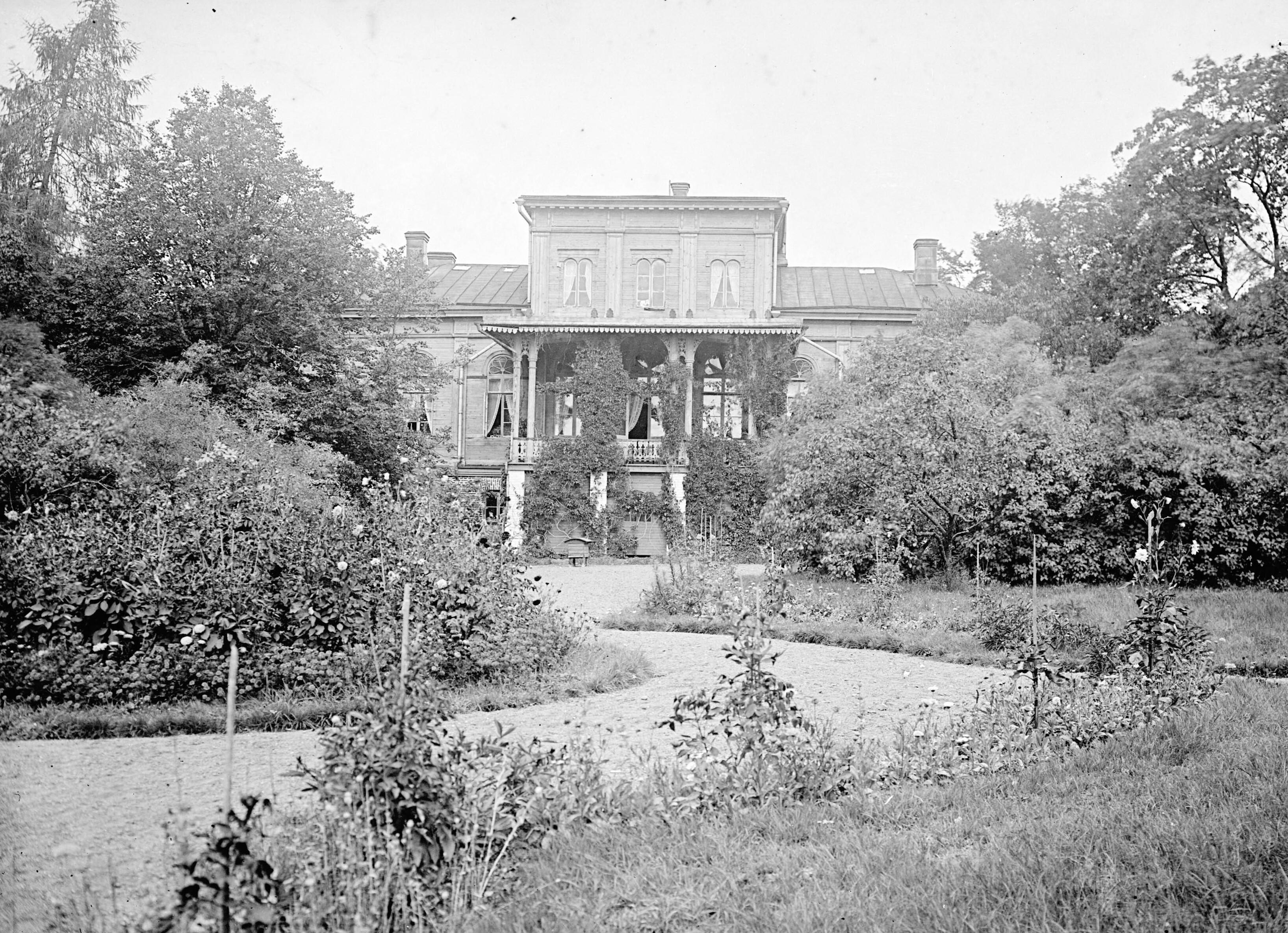
Pickala från  trädgårdssidan (1912). Bild Bernhard Åström.